# Steatoda fagei
Steatoda fagei is een spinnensoort uit de familie van de kogelspinnen (Theridiidae).
De wetenschappelijke naam van de soort werd in 1964 als Teutana fagei gepubliceerd door Reginald Frederick Lawrence.